# Teluk Jaya
Teluk Jaya is een bestuurslaag in het regentschap Muara Enim van de provincie Zuid-Sumatra, Indonesië. Teluk Jaya telt 1221 inwoners (volkstelling 2010).